# Список персонажів «Ельфійська пісня»
Список персонажів аніме та манґи «Ельфійська пісня».

## Персонажі

### Кота

Кота

Кота (яп. コウタ(耕太)) — головний герой серіалу. Кота дуже типовий для аніме простий, нічим особливим не видатний але дуже добрий, хоч до рани прикладай, хлопець, та ще й зі звичними для аніме-героя страшною подією в минулому та частковою втратою пам'яті.
Після закінчення школи Кота готується до вступних іспитів в університет. Для цього він і приїжджає в Камакуру до родичів які дозволяють йому жити в непрацюйочому готелі. В дитинстві Кота часто приїжджав сюди з сім'єю. В той час він був близьким другом своєї далекої родички Юки. Однак вісім років тому сталася якась трагічна подія після якої він рік провів у лікарні і яка завдала Коті важкої душевної травми. На початку серіалу Кота кілька разів згадує про ті події однак прозоро натякається, що насправді він витіснив жахливі спогади вигаданими. Що саме відбулося в минулому Кота дійсно згадує лише в передостанній серії.
Протягом серіалу Кота не здійснює жодних подвигів чи надзвичайних вчинків. Так само він не вирізняється ні особливими фізичними можливостями ні надзвичайними здібностями. Він досить розумний та кмітливий але не більше. В нього невисока самооцінка — на курсах він прямо називає себе середнячком і не розраховує на вступ на престижний факультет. Втім Кота не розмазня на відміну від Сіндзі з Євангеліону. Він мужньо поводить себе при зустрічі з Бандо та з поліцією. Він досить запальний, але швидко відходить. При цьому Кота дуже сором'язливий і явно недосвідчений в спілкуванні з дівчатами. Однак головною рисою характеру Коти яка усіляко підкреслюється та показується є його доброта та турботливість. Він не просто готовий допомагати іншим — він дійсно турбується та дбає про своїх близьких. Він узявся турбуватися про абсолютно незнайому і до того ж розумово неповноцінну Ню, підібрав, а тоді і удочерив бездомну дівчинку Маю, а потім взяв у родину іще й Нану.
З одного боку, через нормальність та звичайність Коти більшість японських хлопців-підлітків цілком можуть ототожнити себе з подібним героєм, з другого боку, його безсумнівна доброта та турбота до жіночих персонажів явно розрахована на дівочі симпатії.

### Люсі та Ню

На відміну від Ню, Люсі завжди показано серйозною

…і часто лютою та безжальною

Ню — втілення дитячої безпосередності та наївності

Сексуальна привабливість Ню зумисне підкреслюється

Люсі (яп. ルーシー) — головна героїня серіалу, перший диклоніус. Саме з Люсі почалася теперішня «епідемія» диклоніусів, власне лише вона є повноцінним диклоніусом і здатна до біологічного розмноження, а усі інші то лише стерильні сильпліти. Через це вона так цікавить Какузав які хочуть використати її для своїх планів. Саме з втечі Люсі з секретної бази починається серіал.
Люсі сильна та впевнена в собі, самодостатня особистість. Вона ставиться до інших людей, за виключенням Коти, з явною зневагою. Втім до диклоніусів не набагато краще. Це класичний «темний» персонаж з трагічним минулим та не менш страшним майбутнім. Вона завжди серйозна, а нечаста посмішка то вираз не веселощів, а зловтіхи. Люсі люта й безжальна вбивця яка сприймає загибель своїх жертв або байдуже, або ж з явним вдоволенням. Вона вбиває і винних і невинних. Через свою відмінність від людей вона чужа в цьому світі, саме тому вона з одного боку дуже самостійна, а іншого — дуже самотня. Кілька днів дружби з Котою в дитинстві були найщасливішим часом її життя який вона запам'ятала назавжди.
Люсі безсумнівно найсуперечливіший персонаж серіалу і саме ставлення до неї розподіляє шанувальників цього твору на два табори. Незважаючи, а можливо і завдяки, своїм вбивствам це дуже харизматичний персонаж. Її сила та самостійність викликають захоплення, а показана в серіалі історія нещасливого дитинства — співчуття. Тож одні бачать в ній сильну особистість яку скалічило жорстоке та несправедливе суспільство, а інші вважають Люсі кривавим чудовиськом злочини якого не можна виправдати ніякими дитячими образами. З вогнепальної зброї зрідка використовує Heckler & Koch MP5.
Ню (яп. にゅう) — альтер-его Люсі. Коли остання втекла з ув'язнення і випадково зустріла Коту в неї сталася душевна криза внаслідок якої її особистість роздвоїлася на власне Люсі та недоумкувату здитинілу Ню. Перехід від Ню до Люсі викликається якимись випадковими факторами, перш за все агресією, а от від Люсі до Ню спогадами про Коту та думками про його ставлення до ситуації — схоже Люсі перетворюється на Ню від страху його засмутити.
На противагу Люсі Ню вкрай безтурботна на незлостива, в неї розум та свідомість малолітньої дитини тож вона фактично безпомічна. Ню це втілення дитячої безтурботності та кавайності. Однак при цьому це вже цілком доросла дівчина і її звабливість неодноразово, хоч і ненав'язливо, показується. Тож Ню як персонаж поєднує в собі милу дитину та сексуальну дівчину. Фактично Ню це втілення світлих та гарних сторін Люсі.
Ім'я Ню вона отримала через те, що внаслідок втрати пам'яті розівчилася говорити і попервах знала лише одне слово ню яке говорила з будь якого приводу. Ідея подібного іменування, так само як і сам розумово неповноцінний але кавайний персонаж, ймовірно є плагіатом Чі з «Чобітів». Підтвердженням цієї думки є і схожий дизайн вух пасоконів в «Чобітах» з ріжками диклоніусів у «Ельфійській пісні».

### Курама

Один з небагатьох кадрів в яких Курама посміхається

Курама

Курама (яп. 蔵間 (くらま)) — керівник лабораторії яка займається вивченням диклоніусів. Молодий чоловік тридцяти з чимось років Курама завжди серйозний і похмурий, з самої першої серії показується, що на відміну від інших співробітників центру він не боїться диклоніусів, однак це не відчайдушна сміливість — скоріш він змирився з ризиком, або ж взагалі зумисне підставляє себе. В серіалі пояснюється причина подібної поведінки — Курама вважає себе винним в смерті власної дружини. Під час вивчення диклоніусів він був заражений і через це його дочка теж народилася з ріжками. Цю дитину забрали в Курами, а його дружина після важких пологів не перенесла такого потрясіння й померла. Зараз його постійно мучить провина за смерть дружини та долю дочки яку він з того часу більше ніколи не бачив. Можливо саме цим пояснюються його батьківські почуття до Нани. Озброєний пістолетом Beretta.
Професор Курама — інтелігентний, холодний, часом показово жорсткий та байдужий до небезпеки є типажем хорошої людини в поганих обставинах. Сильне почуття обов'язку не дозволяє уникати складних рішень чи перекладати відповідальність на інших.

### Юка

Юка звичайна дівчина, що підкреслюється скромним одягом

Юка. Насправді вона значно краще Люсі, але Кота телепень і цього не розуміє

Юка (яп. ユカ) — родичка та подруга дитинства Коти. Ще малою вона вирішила, що закохалася в Коту і в майбутньому вийде за нього заміж. Незважаючи на те, що останні вісім років вони не бачилися вона зберегла почуття до нього, а от Кота забув дитячі обіцянки і не помічає її почуттів та не розуміє натяків. Юка та Кота однолітки і вчаться на одних підготовчих курсах. Скориставшися приводом, Юка переселяється в готель до Коти. Тож в серіалі вони живуть разом, тож хоч безпосередньо на Юку не зав'язана жодна сюжетна лінія вона є одним з головних персонажів серіалу. На противагу підкреслено не нормальній Люсі чи утровано кавайній Ню Юка є втіленням звичайної хорошої дівчини. Вона симпатична, добра, акуратна і тактовна. Її звичність підкреслюється скромним одягом. Юка здібна, вона здала попередні екзамени для вступу на престижний факультет на який Кота навіть не пробує поступити. Вона досить рішуча, принаймні на свої почуття вона Коті натякає вельми відверто й прозоро. З самого дитинства Юка звикла вважати Коту своїм нареченим тож вона відверто ревнує його до інших дівчат, втім далі показу негативних емоцій справа не йде. Через свою традиційну правильність Юка в тій в «родині», що склалася в готелі, відіграє роль матері.

### Бандо

Бандо — злий і крутий

Бандо завжди ходить зі зброєю і легко пускає її в діло

Бандо (яп. 坂東（ばんどう）) — боєць спецпідрозділу. Він дуже агресивний, сміливий та рішучий. В нього прекрасні рефлекси та бойова підготовка. Однак його головна проблема в тому, що зараз нема війни і його агресія не має достойного застосування. Він прагне бою і за власними словами хоче стріляти в живих людей. Бій для нього це розвага та джерело адреналіну. Бандо явно насолоджується своїми поєдинками з Люсі. Він грубий та жорстокий, для нього ніц не варто не лише побити ні в чому не винну людину, але й вбити. Втім само по собі вбивство його не цікавить — йому треба бій. Наприклад розчарувавшися в спробах викликати на бій Ню він наказує її пристрелити своєму підлеглому, а не робить це сам. Незважаючи на свою шаленість та грубість Бандо не позбавлений певного почуття честі. Він хоч і заявляє, що не любить бути зобов'язаним іншим, але саме тому не забуває тих хто робив йому послуги. Втім вдячність для нього це не теплі почуття, а розрахунок послуга на послугу. Однак свої борги він платить щиро.
На противагу іншим солдатам, які є типовими служаками, для Бандо насильство є природним та бажаним. Його щира лютість є ніби віддзеркаленням кровожерності диклоніусів. Однак на відміну від диклоніусів які жорстко конфліктують з людським суспільством, Бандо, незважаючи на явні зіткнення з оточуючими, в цілому цілком нормально почуває себе в соціумі. Використовує пістолет Desert Eagle та Heckler & Koch MP5.

### Нана

Нана

Нана дуже відповідальна дівчинка яка серйозно ставиться до своїх обов'язків

Нана (яп. ナナ) — диклоніус за номером 7, з раннього дитинства вирощена в лабораторії. За сюжетом їй не більше восьми років, але вона виглядає помітно старшою, приблизно як однолітка Маю. Вона не знає іншого світу окрім камер секретної лабораторії де над нею з дитинства проводяться жорстокі досліди. Вона навряд  вижила б, якби не любов та увага з боку Курами який очевидно переніс на неї свої невитрачені батьківські почуття і ставиться як до власної дочки. Завдяки вихованню та любові Курами Нана виросла зовсім несхожою на інших диклоніусів — вона дуже добра та дуже правильна, для неї дуже важливо вести себе правильно та добре. Вона ніколи не буде бездумно використовувати свої здібності проти людей. Вона дуже любить Кураму якого вважає своїм батьком і готова на усе заради нього. Наночка незлостива дівчинка — вона швидко примирилася з Ню, незважаючи на те, що з нею зробила Люсі. Вирощена в ув'язненні вона попервах дуже слабко орієнтується в навколишньому світі. Як і Ню вона втілення дитячої безпосередності та свіжості сприйняття — вона щиро радіє дуже скромній сукні чи смаку звичайної їжі, адже нічого подібного до того в неї не було.
На відміну від суперечливого образу Люсі, Нана є втіленням позитиву, вона, не зважаючи на все пережите, не озлобилася на світ . Також своєю позитивністю вона помітно ускладнює питання диклоніусів оскільки є прикладом принципової можливості існування «хорошого» диклоніуса.

### Какузава молодший

Професор Какузава — молодий та завжди небритий негідник

Насправді Какузава навіть не людина, а диклоніус без векторів

Какузава-молодший (яп. 角沢教授（かくざわ) — науковець, син Какузави старшого. З молодості працює в проекті з вивчення диклоніусів яким керує його батько. Саме Какузава втягнув в справу свого університетського знайомого Кураму. Втаємничений у справжні цілі свого батька він, з одного боку, підтримує їх, а з другого, є до певної міри його конкурентом. Як науковець Какузава займається вивченням вірусу який викликає мутацію диклоніусів. Формально метою є створення вакцини від мутації, насправді ж Какузав цікавить сам вірус, адже вони обоє є виродженими диклоніусами без векторів. Люсі їм потрібна як мати нового людства Саме Какузава організував втечу Люсі з секретної бази оскільки хотів отримати її для себе, а не для свого батька. Отримав за заслугами. Озброєний автоматичною гвинтівкою FAMAS.

### Маю

Маю

Головне почуття яке викликає Маю — співчуття

Маю (яп. マユ) — бездомна чотирнадцятирічна дівчина яку вдочерили Кота та Юка. Через сексуальне насильство вітчима та нерозуміння матері Маю втекла з дому та певний час була бездомною доки її не підібрали Кота і Юка. Маю добра, ввічлива та скромна дівчинка. Вона типова безвинна жертва обставин яка викликає щире співчуття. Незважаючи на те, що вона живе між ящиками на пляжі і нерідко голодує вона не опустилася і не встигла втратити ніяковості дуже вихованої дівчинки. Їй соромно про щось просити незнайомих людей, незважаючи на голод вона не погоджується з першого разу на пропозицію пригостити її. Незважаючи на свою ніяковість вона рішуча і досить смілива. Зустрівши Коту та Юку вона Маю фактично знайшла свою нову родину, саме вона напряму називає громаду з Коти, Юки, себе, Ню та Нани сім'єю.

### Какузава старший

Директор Какузава, має типову для негідника зовнішність

Какузава-старший (яп. 角沢長官（かくざわちょうかん）) — керівник проекту з вивчення диклоніусів. Насправді він не людина, а вироджений диклоніус без векторів. Він мріє знищити людство і започаткувати нову расу. Саме для цього йому й потрібна Люсі — єдина серед диклоніусів плодюча особина. Це типаж головного негідника, це підкреслюється як відповідною зовнішністю так і манерами. Какузава грубий, владний та саркастичний і навіть час від часу сміється демонічним реготом. Його роль в серіалі відносно невелика, але принципова — адже завдяки йому виходить, що увесь проект з вивчення диклоніусів з його жорстокими дослідами та вбивствами насправді служить меті знищення людства. Використовує пістолет Beretta.

### Маріко

Маріко

Маріко (яп. マリコ) — диклоніус за номером 35, дочка професора Курами. З самого дитинства росла в ізоляції не бачачи людей. Єдине спілкування яке вона знала це голос асистентки з гучномовця. Через життя в тісній камері Маріко фізично недорозвинута, вона ледь ходить. Однак це найсильніший та найстрашніший диклоніус з 26 векторами. Не знаючи нормального спілкування та ростучи поза людським суспільством Маріко позбавлена моральних чи поведінкових обмежень. Вона украй жорстока черствою безжальністю людини яка немає ніяких пересторог і не в змозі уявити чужий біль. Вона вбиває людей граючись на зразок того як нормальні діти відривають крильця метеликам. Незважаючи на усе це, Маріко перш за все дитина, яка легко лякається і плаче коли їй боляче. В образі Маріко зустрічається типове для серіалу поєднання протилежностей.

### Санбан
Санбан (яп. 3番) Епізодичний персонаж аніме та манґи. Чотирирічна дівчинка — диклоніус, що заразила вірусом директора Кураму. Вбита Какузавою молодшим.